# Alex Di Giorgio
Alex Di Giorgio (* 28. Juli 1990 in Rom) ist ein italienischer Freistilschwimmer. Er nahm an den Olympischen Spielen 2012 in London und 2016 in Rio de Janeiro teil.

## Sportliche Karriere
Bei den Kurzbahneuropameisterschaften 2011 im Freistil belegte er den 6. Platz. Di Giorgio nahm an den Olympischen Sommerspielen 2016, wo er mit der Mannschaft den 9. Platz im Freistil belegte, und an den Olympischen Sommerspielen 2020 im Freistil-Wettkampf auf der 200-Meter-Strecke mit der Italienischen Mannschaft teil. Bei der Sommer-Universiade 2017 erreichte er mit der Mannschaft auf der 200 Meter-Strecke im Freistil den 4. Platz.

## Privates
Di Giorgio outete sich als homosexuell.